# María Lugones
María Lugones (Buenos Aires, 26 de janeiro de 1944 – Nova Iorque, 14 de julho de 2020) foi uma socióloga, professora, feminista e ativista argentina, radicada nos Estados Unidos.
Era professora de literatura comparada e estudos femininos da Universidade de Binghamton, em Nova Iorque. María estudava e teorizava sobre as variadas formas de resistência de várias formas de opressão. É conhecida por sua teoria dos eus múltiplos, seu trabalho com feminismo e o desenvolvimento da colonialidade do gênero.

## Biografia
Nasceu em Buenos Aires, em 1944. Na década de 1960, mudou-se para os Estados Unidos, após viver uma relação conturbada com seu pai devido à sua sexualidade. Ingressou na Universidade da Califórnia, em Los Angeles, onde cursou filosofia, formando-se em 1969. Em seguida ingressou no mestrado pela Universidade de Wisconsin–Madison, concluído em 1973, e posteriormente obteve o doutorado na mesma instituição, com habilitação em Ciências Políticas, defendendo sua tese intitulada Morality and Personal Relations, em 1978.
Entre 1973 e 1993, María lecionou no Carleton College e, então, mudou-se para a Universidade de Binghamton, onde lecionou nos programas de filosofia, estudos latino-americanos e caribenhos, estudos sobre feminismo, gênero e sexualidade e no departamento de literatura comparada. Foi professora visitante na Universidade de Chicago, na Universidad Andina Simón Bolivar, entre outros.

### Doença e morte
Lugones foi diagnosticada com seu terceiro câncer de pulmão no final de 2019 e foi hospitalizada com sintomas semelhantes aos de pneumonia após se submeter a radioterapia em 2020. Ela faleceu em 14 de julho de 2020, aos 76 anos, em um hospital da cidade de Syracuse, Nova Iorque. A causa da morte foi parada cardíaca. Por conta da pandemia de COVID-19, seu funeral ocorreu apenas para familiares e amigos próximos, seguido da cerimônia de cremação.

## Carreira científica

### Pluralidade
Lugones é a autora de Pilgrimages/Peregrinajes: Theorizing Coalition Against Multiple Oppressions (2003), uma coleção de ensaios, muitos dos quais foram originalmente publicados em Hypatia, Signs e outros periódicos. Entre eles, encontra-se o ensaio Playfulness, "World"‐Travelling, and Loving Perception, que aborda a experiência de navegar identidades hifenizadas de uma perspectiva fenomenológica. Lugones propõe uma pluralidade de eus que mudam de uma pessoa para outra, com cada mudança produzindo um novo mundo correspondente. Em outro ensaio, Purity, Impurity, and Separation, Lugones introduz o conceito de coagulação como uma prática interseccional de resistência que funciona contra uma lógica opressiva de pureza. Exemplos de coagulação incluem troca de código, drag, transgressão de gênero e experimentação multilíngue.

### Viagem pelo mundo
Lugones escreveu um artigo intitulado Playfulness, "World"‐Travelling, and Loving Perception, que utiliza seu próprio método, que ela chamou de "Viagem pelo Mundo", para compreender como outros indivíduos nos percebem e a si mesmos em seu próprio mundo. Permitir-nos viajar para mundos diferentes e compreender os outros nos permitirá começar a amá-los por meio de suas próprias experiências. Ao nos identificarmos com eles, as pessoas começarão a entender quem são como indivíduos. Lugones explicou que o olhar arrogante é uma técnica que muitos indivíduos usam para quebrar seu espírito e conquistar seus mundos; no entanto, Lugones argumenta que a percepção amorosa é a resposta ao olhar arrogante que nos faz viajar para outros mundos.
Segundo Lugones, podemos nos sentir à vontade em mundos diferentes ao sermos capazes de falar a língua do mundo em que entramos, subjetivamente felizes em um mundo onde somos livres para decidir qualquer coisa por nós mesmos sem qualquer restrição, estabelecendo relações pessoais com as pessoas para criar um vínculo e compartilhando um interesse com um estranho que nos permite relacionar-nos. No entanto, ter a sensação de facilidade em um mundo diferente não é suficiente para compreender um indivíduo, pois é preciso mais do que facilidade para amar e se identificar com os outros. Lugones explicou que precisamos do atributo da ludicidade para nos relacionarmos com os outros, uma vez que isso nos permite existir com uma abertura para aceitar e criar novas ideias sem quaisquer regras ou barreiras que nos impeçam. Consequentemente, a "percepção amorosa" e a ludicidade coexistem para amar e compreender uns aos outros que são diferentes.

### Colonialidade do gênero
Em seus trabalhos posteriores, Heterosexualism and the Colonial/Modern Gender System (2007) e Rumo a um Feminismo Decolonial (2010), Lugones volta sua atenção para a colonialidade: seu impacto na formação de gênero, bem como para as diversas estratégias de resistência que poderiam contribuir para seu eventual desmantelamento. Combinando a teoria da colonialidade do poder de Aníbal Quijano com uma estrutura feminista e interseccionalista, Lugones conclui que o gênero é uma imposição colonial. Baseando-se em exemplos históricos de tribos nativas americanas pré-coloniais e ginecráticas, Lugones situa o gênero como um sistema de classificação colonial que divide e subjuga as pessoas de forma diferente, dependendo de múltiplos factores interseccionais, incluindo a classe e a etnia.

### Conceitos e contribuições
A obra de María Lugones desloca o foco do feminismo hegemônico para as tramas históricas em que raça, gênero, sexualidade e colonialidade se co-constituem. No ensaio de 1987, propõe o world-travelling (viajar entre “mundos”) e a percepção amorosa como práticas críticas à “visão arrogante” e como base de coalizões entre mulheres em diferença; a noção assume a multiplicidade de eus e desafia universalismos feministas abstratos. Em 2007, articula o sistema colonial/moderno de gênero e a heterossexualidade como eixos de dominação, aproximando a crítica feminista ao conceito de colonialidade do poder de Aníbal Quijano. O desenvolvimento dessa tese aparece em espanhol, com ênfase na colonialidade e gênero, discutindo a invenção colonial de “mulher/homem” e a racialização da humanidade. Em 2010, apresenta a síntese programática Toward a Decolonial Feminism (traduzida ao português em 2014), defendendo um feminismo de(s)colonial atento à subjetividade e às práticas de resistência no cotidiano. O livro Pilgrimages/Peregrinajes (2003) reúne ensaios sobre coalizão e opressões múltiplas, consolidando o vocabulário conceitual da autora.

### Obras publicadas (seleção comentada)
Pilgrimages/Peregrinajes: Theorizing Coalition Against Multiple Oppressions (2003)
Coletânea de ensaios sobre coalizão, opressões co-constitutivas e práticas de resistência (inclui textos sobre world-travelling).
Playfulness, “World”-Travelling, and Loving Perception (1987)
Artigo clássico que introduz viagem entre mundos e percepção amorosa como crítica ao olhar arrogante e à unidade abstrata no feminismo.
Heterosexualism and the Colonial/Modern Gender System (2007)
Formula o sistema colonial/moderno de gênero e sua face heterossexualista como constitutivos da modernidade colonial.
Colonialidad y género (2008)
Versão ampliada em espanhol que discute a invenção colonial de “mulher/homem” e a racialização da humanidade.
Toward a Decolonial Feminism (2010) / Rumo a um feminismo descolonial (2014)
Síntese programática do feminismo de(s)colonial, com ênfase em agência, subjetividade e práticas cotidianas de resistência; traduzido para o português na Revista Estudos Feministas.
Speaking Face to Face: The Visionary Philosophy of María Lugones (2019, orgs. DiPietro, McWeeny, Roshanravan)
Coletânea crítica dedicada à obra e à prática coalicional de Lugones, com estudos de recepção internacional.

### Recepção e impacto
A obra de Lugones é amplamente citada nos debates decoloniais e feministas, com forte impacto na América Latina, nos EUA e em contextos transnacionais. O volume coletivo Speaking Face to Face (SUNY, 2019) consolidou sua recepção no campo filosófico e nos estudos de gênero, articulando leituras de sua filosofia e de suas práticas coalicionais. No Brasil, a tradução de Toward a Decolonial Feminism como Rumo a um Feminismo Descolonial (2014) difundiu suas teses para o público lusófono, tornando-se referência em dossiês e pesquisas na área. Entre os reconhecimentos, foi homenageada como Distinguished Woman in Philosophy pela Society for Women in Philosophy (2016) e recebeu o Frantz Fanon Lifetime Achievement Award da Caribbean Philosophical Association (2020). Obituários e notas institucionais reforçam o alcance e a combinação singular entre teoria e prática na trajetória de Lugones.

### Debates e críticas
A recepção de Lugones inclui debates internos ao feminismo de(s)colonial e aos estudos de gênero. Autoras como Yuderkys Espinosa Miñoso e Ochy Curiel reconhecem a importância de sua crítica à colonialidade do gênero e, ao mesmo tempo, tensionam genealogias, ênfases epistemológicas e estratégias políticas do campo, ampliando-o com perspectivas antirracistas e lesbianas decoloniais. Leituras críticas pontuais observam que certas formulações iniciais podem subestimar experiências específicas (p. ex., lesbianidade ou negritude) ou carecer de detalhamento empírico em contextos locais; essas críticas, porém, tendem a propor extensões do marco de Lugones, e não sua rejeição, mantendo o eixo na co-constituição entre raça, gênero, sexualidade e colonialidade. No conjunto, o debate indica que a proposta de feminismo de(s)colonial de Lugones permanece referência central e em constante reelaboração por autoras latino-americanas e afro-diaspóricas.

## Prêmios e indicações
Em 2016, foi nomeada Distinguished Woman Philosopher pela Society for Women in Philosophy. Em 2020, recebeu o Prêmio Frantz Fanon Lifetime Achievement pelo Caribbean Philosophical Association, em reconhecimento à sua contribuição à filosofia/teoria decolonial, à filosofia/teoria feminista, à filosofia/teoria indígena, aos estudos críticos de gênero, raça e sexualidade, à filosofia latino-americana e à teoria dos sistemas mundiais.

## Legado

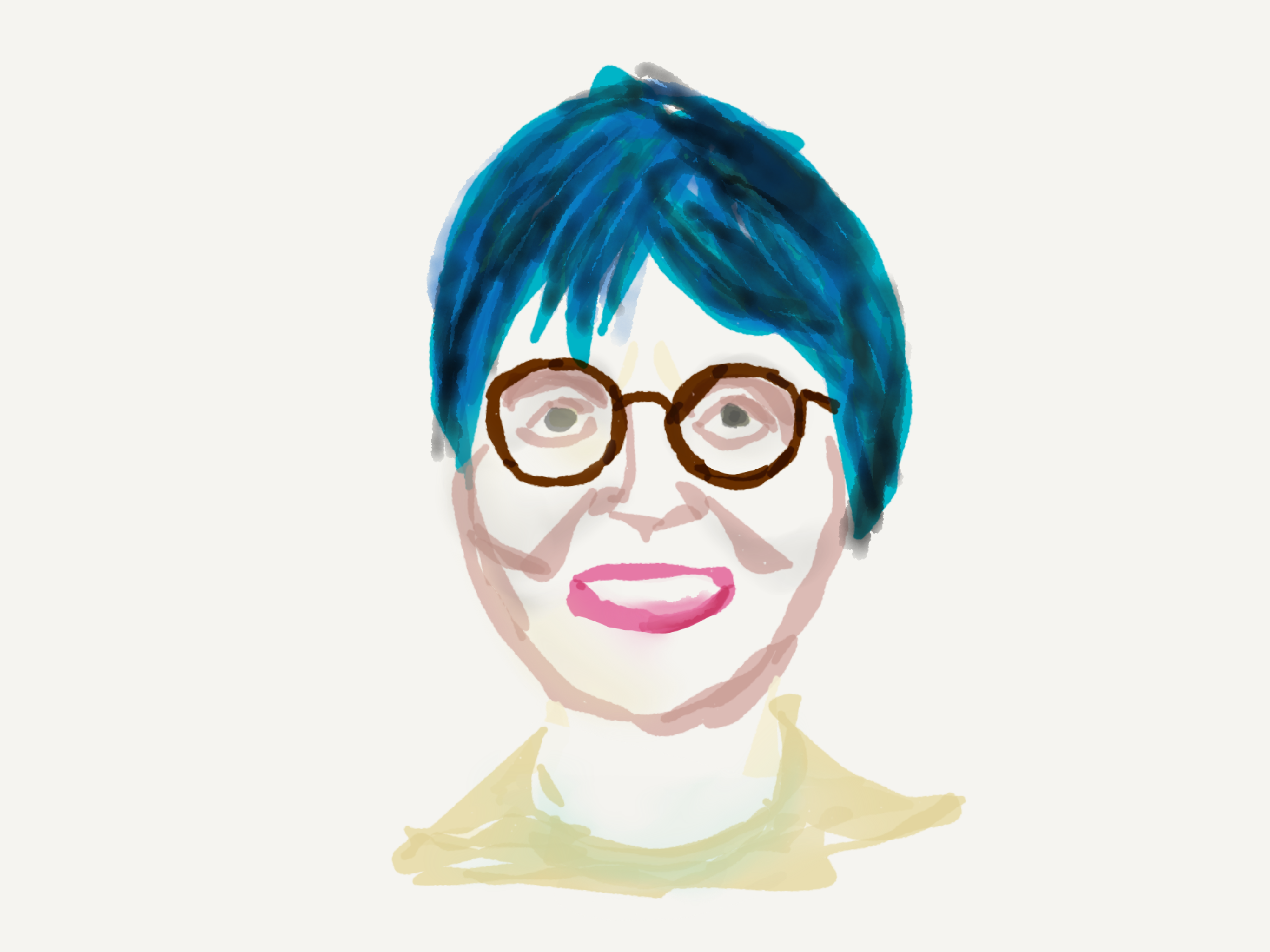
Ilustração de María Lugones

Como mulher não branca e lésbica nos Estados Unidos, tal vivência guia suas inúmeras obras. Durante os anos 1990, Lugones fazia parte da agenda de pesquisa modernidade/decolonialidade, ou virada decolonial, ao lado de Walter Mignolo e Catherine Walsh, entre outros, e retomando a teoria de Aníbal Quijano sobre a colonialidade do poder juntamente ao marco feminista e interseccional, cunhando o conceito de colonialidade do gênero. A colonialidade de gênero de Lugones defende que o gênero é uma imposição colonial, apresentando a perspectiva decolonial juntamente a hierarquia de gênero, oferecendo maneiras alternativas de entender a opressão sobre a mulher, criticando a ótica eurocêntrica e heteronormativa.

## Obras publicadas

### Livros
- Lugones, María (2003). Pilgrimages/Peregrinajes: Theorizing Coalition Against Multiple Oppressions (em inglês). Lanham, Md.: Rowman & Littlefield. ISBN 978-1-4616-4090-5. OCLC 606972544
- Kusch, Rodolfo; Lugones, María; Price, Joshua M.; Mignolo, Walter (2010). Indigenous and popular thinking in América (em inglês). Durham, NC: Duke University Press. ISBN 978-0-8223-9251-4. OCLC 631245966

### Artigos científicos
- Lugones, María (1987). «Playfulness, "World"-Travelling, and Loving Perception». Hypatia (em inglês) (2): 3–19. ISSN 0887-5367. doi:10.1111/j.1527-2001.1987.tb01062.x. Consultado em 8 de novembro de 2024
- Lugones, María (1995). «Hard to Handle Anger». In:  Bell, Linda A.; Blumenfeld, David. Overcoming Racism and Sexism (em inglês). Lanham, MD: Rowman & Littlefield. ISBN 0-8476-8030-4. OCLC 32235851
- Lugones, María (1998). «The Discontinuous Passing of the Cachapera/Tortillera from the Barrio to the Bar to the Movement». In:  Bar On, Bat-Ami; Ferguson, Ann. Daring to Be Good: Essays in Feminist Ethico-Politics (em inglês). New York: Routledge. ISBN 0-415-91554-6. OCLC 37261096
- Lugones, María (8 de fevereiro de 2022). «Motion, Stasis, and Resistance to Interlocked Oppressions». In:  Aiken. Making Worlds: Gender, Metaphor, Materiality (em inglês). [S.l.]: University of Arizona Press. doi:10.2307/j.ctv27bds8b.8
- Lugones, María (5 de setembro de 2017). «Enticements and Dangers of Community for a Radical Politics». In:  Young, Iris Marion; Jaggar, Alison M. A Companion to Feminist Philosophy (em inglês). Oxford, UK: Blackwell Publishing Ltd. doi:10.1002/9781405164498.ch47
- Lugones, María (1999). «Tenuous connections in impure communities». Elsevier BV. Ethics and the Environment (em inglês). 4 (1): 85–90. Bibcode:1999EEnv....4...85L. ISSN 1085-6633. doi:10.1016/s1085-6633(99)80009-6
- Beltré, Mildred; Bryce, Geoff; Camacho, Julia Schiavone; Flores, Aurelia; Gonzales, Easa; Hernandez, Nydia; Hoagland, Sarah; Keating, Cricket; Kerr, Laura DuMond (1999). «Towards a practice of radical engagement: Escuela Popular Norteña's 'Politicizing the Everyday' Workshop». The Radical Teacher (em inglês) (56): 13–18. ISSN 0191-4847. JSTOR 20710014. Consultado em 9 de maio de 2022
- Lugones, Maria (2000). «Multiculturalism and Publicity: On María Pía Lara's Moral Structures». Cambridge University Press. Hypatia (em inglês). 15 (3): 175–181. ISSN 0887-5367. doi:10.1111/j.1527-2001.2000.tb00337.x
- Lugones, María (2000). «Wicked Caló: A Matter of the Authority of Improper Words». In:  Hoagland, Sarah Lucia; Frye, Marilyn. Feminist Interpretations of Mary Daly (em inglês). University Park, Pa.: The Pennsylvania State University Press. ISBN 0-271-02018-0. OCLC 42954756
- Lugones, María (28 de abril de 2003). Pilgrimages/Peregrinajes: Theorizing Coalition Against Multiple Oppressions (em inglês). [S.l.]: Rowman & Littlefield Publishers
- Lugones, María (2004). «Impure Communities». Diversity and Community: An Interdisciplinary Reader (em inglês). Malden, MA, UK: Blackwell Publishers Ltd. pp. 58–64. ISBN 9780470756102. doi:10.1002/9780470756102.ch4
- Price, Joshua M; Lugones, María (2003). «Problems of Translation in Postcolonial Thinking». Wiley. Anthropology News (em inglês). 44 (4): 7–9. ISSN 1541-6151. doi:10.1111/an.2003.44.4.7
- Lugones, María; Price, Joshua (2003). «The Inseparability of Race, Class, and Gender in Latino Studies». Springer Science and Business Media LLC. Latino Studies (em inglês). 1 (2): 329–332. ISSN 1476-3435. doi:10.1057/palgrave.lst.8600039
- Lugones, María (2007). «Heterosexualism and the Colonial/Modern Gender System». Cambridge University Press. Hypatia (em inglês). 22 (1): 186–219. ISSN 0887-5367. doi:10.1111/j.1527-2001.2007.tb01156.x
- Lugones, María (30 de dezembro de 2008). «Colonialidad y género». Colegio Mayor de Cundinamarca. Tabula Rasa (em inglês) (9): 73–101. ISSN 1794-2489. doi:10.25058/20112742.340
- Lugones, María (1 de outubro de 2010). «Toward a Decolonial Feminism». Hypatia (em inglês). 25 (4): 742–759. ISSN 0887-5367. JSTOR 40928654. doi:10.1111/j.1527-2001.2010.01137.x
- Lugones, María (2011). «Comment: It's All in Having a History: A Response to Michael Hames-García's Queer Theory Revisited». Gay Latino Studies: A Critical Reader (em inglês). [S.l.]: Duke University Press. doi:10.1215/9780822393856-003
- DiPietro, Pedro J. (1 de junho de 2019). Speaking Face to Face: The Visionary Philosophy of María Lugones (em inglês). [S.l.]: SUNY Press
- Lugones, María (1 de janeiro de 2020). «Gender and Universality in Colonial Methodology». The Pennsylvania State University Press. Critical Philosophy of Race (em inglês). 8 (1–2): 25–47. ISSN 2165-8684. doi:10.5325/critphilrace.8.1-2.0025